# Buellia tristiuscula
Buellia tristiuscula är en lavart som först beskrevs av William Nylander och som fick sitt nu gällande namn av Alexander Zahlbruckner 1931. 
Buellia tristiuscula ingår i släktet Buellia och familjen Caliciaceae. Inga underarter finns listade i Catalogue of Life.